# 林宗素

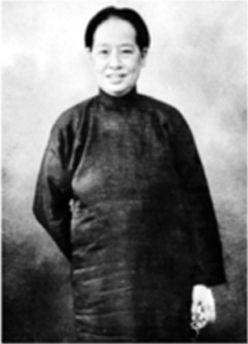

林宗素（1878年—1944年），女，原名易，福州闽侯县青口乡青圃村人，中国民主革命家、女权活动家、编辑、记者、教育家。

## 生平
林宗素生于清朝光绪四年（1878年），自幼与兄长林白水受母亲教育。后来，林宗素到大舅家，随家馆老师高啸桐学西学。10多岁时，林宗素自己放足，不再缠足。不久，其母去世，林宗素完全依靠哥哥林白水生活。光绪二十七年（1901年）底，林宗素随兄嫂到上海。1902年，她在上海入蔡元培等人创办的爱国女校读书。其间，她参与了中国教育会、爱国女校、爱国学社的活动，实际上“明里办理教育，暗中鼓吹革命”。
光绪二十九年（1903年）二月，林宗素随林白水赴日本留学。到日本以后，她在日语传习所学习日语，并参加中国留日学生活动。同年三月，为响应拒俄运动，留日学生组织拒俄义勇军，林宗素、胡彬夏等将近二十名女生也组织共爱会，该会宗旨是“拯救二万万之女子，复其固有之特权，使之各具国家之思想，以得尽女国民之天职”。林宗素、胡彬夏等12名女生还签名要求加入日本赤十字会，要求学习医术，以参加北征的军队，充当随军医护人员。
同年四月到五月间，林宗素返回上海。十二月，蔡元培为响应拒俄运动而创办《俄事警闻》，不久改为《警钟日报》。林宗素、林白水、柳亚子等人任编辑和撰稿人。林白水独自创办《中国白话报》，林宗素积极参与。林白水、林宗素还为青年学生创办了《和平时报》，成为《警钟日报》的姐妹刊。林宗素也成为上海报界知名的编辑和记者。
她还参与了福建同乡郑素伊、陈婉衍、童同雪等3人创办的宗孟女校定期演讲会、纪念会，以及她们创办的拒俄同志女会的活动。她们在《俄事警闻》上登广告，邀集关心国事的女同志参加其研讨会，讨论应付俄国及振兴中国等问题。
光绪三十年（1904年）九月及光绪三十一年（1905年）二月，《中国白话报》与《警钟日报》相继停刊，林宗素继续在其他报刊上发表文章宣传革命。光绪三十一年（1905年），她到日本入东京女子高等师范学校。同年秋，黄兴在日本横滨设弹药制造机构，请俄国虚无党人充任教授，林宗素和秋瑾、唐群英、方君瑛、陈撷芬、吴木兰、蔡蕙等人积极参与。她们当时被誉为“苏菲亚式女杰”。（苏菲亚，今译索菲亚·普罗夫斯卡娅），是民意党的创始人之一，1881年指挥炸死了沙皇亚历山大二世。）
光绪三十一年十二月十六日，经张继主盟，林宗素加入中国同盟会。此后，她在中国同盟会的领导下参加革命，同时完成了在东京女子高等师范学校的学业。其间，她和林白水的朋友汤忠结婚。
1911年武昌起义爆发后，林宗素回到上海。此前，部分中国同盟会会员已于宣统三年九月（1911年11月）上旬在上海成立中国社会党，并提出了“赞成共和、融化种界、改良法律、新生个人”，以及“无论男女，义务权利平等。”该党先后创办《社会日报》、《社会党月刊》等报刊。林宗素参加了中国社会党并成为骨干，积极参与女子参政运动，在中国社会党内成立了女子参政同志会并任会长，还创办了参政研究会，又在宗孟女校设法政女学的课程。在林宗素等人领导下，中国社会党的女性党员们以“普及女子之政治学识，养成女子之政治能力，期得国民完全参政权”作为宗旨，“从改良女子教育方法，加入各种政治结社等方面入手，而开展活动。”要求“临时政府准其会员（于）国会开会时出席旁听，国会成立后允许女界团体选举议员”等。
中华民国成立后，1912年1月5日，林宗素由上海赴南京，代表女子参政同志会拜访了中华民国临时大总统孙中山，获得孙中山对 “承认女子完全参政权”的赞同。《民立报》、《申报》披露该新闻后，女子参政运动人士受到激励，反对女子参政的势力则加以指责。限于环境影响，孙中山一方面肯定了女性在革命中的积极作用，一方面认为女子参政权须到将来才能实现。
在南京临时参议院制订《中华民国临时约法》的过程中，林宗素、唐群英等女界代表向临时参议院提议将男女权利一律平等、均具有选举权和被选举权等内容载入《中华民国临时约法》。1912年3月11日《中华民国临时约法》颁布后，其内容并未涉及男女平等。林宗素和唐群英等二十余名代表五次上书临时参议院，但均没有结果，她们遂三度大闹临时参议院。
1912年4月24日，林宗素、唐群英、吴木兰等人在上海张园安垲第举办了秋瑾烈士追悼大会。林宗素在会上介绍了秋瑾的事迹，认为“秋瑾非为个人而死，非为女界而死，实为我男女四万万人共有之国家而死”。后来，她在上海创立了男女平权维持会。不久，林宗素离开上海赴南洋等地从事教育并经商，资助林白水办报纸。1922年3月，林宗素一家自南洋返回北京定居。此时她已同汤忠离婚，同张客公结婚。后因张客公到河南任职，林宗素随丈夫赴河南。数年后，林宗素一家返回北京，和林白水同住一处。1926年林白水被杀，当时林宗素也在北京。
抗日战争爆发后，林宗素一家迁居昆明。
1944年，林宗素在昆明病逝，享年68岁。

## 家庭
- 父亲：林剑泉
- 母亲：黄氏
- 兄：林白水
- 前夫：汤忠
- 夫：张客公[1]